# El jardí secret (pel·lícula de 2020)
El jardí secret (títol original en anglès, The Secret Garden) és una pel·lícula de fantasia britànica basada en la novel·la homònima de 1911 de Frances Hodgson Burnett, la quarta adaptació cinematogràfica de la novel·la. És dirigida per Marc Munden i produïda per David Heyman. La protagonitzen Dixie Egerickx, Colin Firth i Julie Walters. Està ambientada a l'Anglaterra de 1947 i narra la història d'una òrfena jove que descobreix un jardí màgic a la finca del seu oncle, on l'envien a viure. S'ha doblat i subtitulat al català.
La pel·lícula es va estrenar el 14 d'agost de 2020 als cinemes de Catalunya.

## Repartiment
- Dixie Egerickx com a Mary Lennox
- Colin Firth com a Archibald Craven
- Julie Walters com a Sra. Medlock
- Edan Hayhurst com a Colin Craven
- Amir Wilson com a Dickon
- Isis Davis com a Martha
- Maeve Dermody com a Alice